# Bristol Bolingbroke
Il Bristol Bolingbroke è stato un aereo da pattugliamento marittimo bimotore costruito dalla canadese Fairchild Aircraft Ltd. (sussidiaria della Fairchild Aircraft) tra gli anni trenta e quaranta. Fu impiegato esclusivamente dalla Royal Canadian Air Force durante la seconda guerra mondiale.

## Storia
Il progetto del Bolingbroke scaturì dalla specifica G.24/35 del 1935 emanata dal ministero dell'aria britannico che chiedeva un bombardiere leggero o un ricognitore con cui rimpiazzare l'Avro 652A Anson. La Bristol Aeroplane Company propose un progetto, il Type 149, derivato dal Blenheim Mk I, dotato di motori Bristol Aquila. Mentre il ministero rigettò la proposta, la Bristol continuò il suo lavoro sul Blenheim Mk I in versione ricognitore, su cui vennero installati motori Bristol Mercury VIII e il cui muso allungato era stato modificato per garantire la visibilità al pilota in fase di decollo e atterraggio.
La maggiore autonomia che i motori Mercury fornivano all'aereo suscitò l'interesse dell'aeronautica militare canadese (Royal Canadian Air Force, RCAF) e, di conseguenza, la Fairchild Aircraft Ltd. (sussidiaria della Fairchild Aircraft) iniziò la produzione del Blenheim Mk IV, a cui diede il nome di "Bolingbroke", presto soprannominato "Bolly". Dopo alcuni esemplari costruiti dietro specifiche richieste britanniche (Bolingbroke Mk I), uscirono dalle fabbriche della Fairchild i primi Mk IV, dotati di equipaggiamento di origine canadese e statunitense. Seguirono quindi le sottoversioni Mk IVW e Mk IVT, quest'ultima la più prodotta. Il totale della produzione ammontò a 626 esemplari. Rimase comunque il problema della scarsa potenza dei motori, che obbligò a ridurre il carico massimo a 500 libbre di bombe.

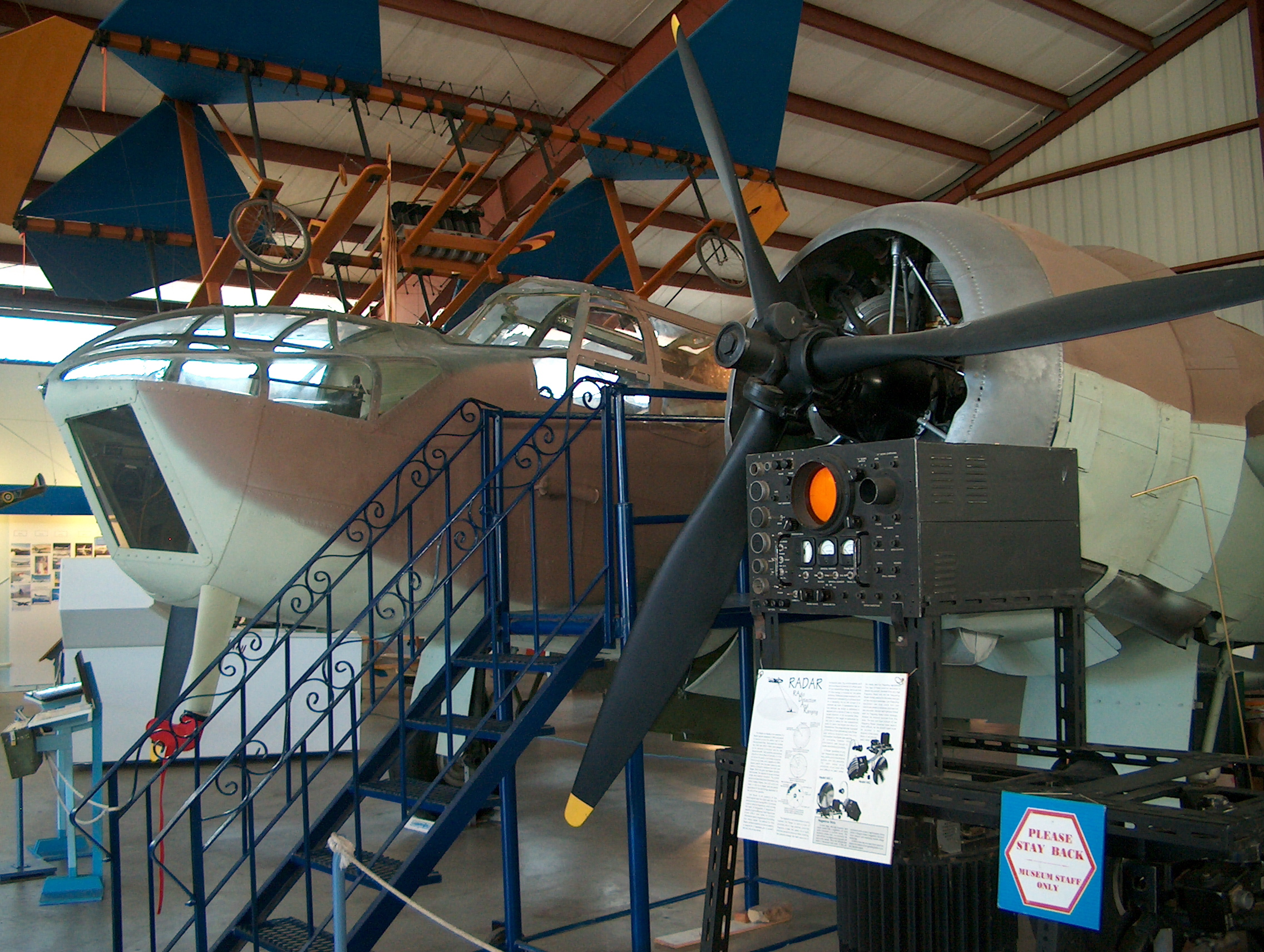
Un Bolingbroke IV esposto al British Columbia Aviation Museum di Victoria (Canada)

La maggior parte degli Mk IV venne usata dalla RCAF, tra il 1940 e il 1944, sui cieli delle coste atlantiche e pacifiche del Canada. Due squadroni parteciparono anche alla campagna delle isole Aleutine in Alaska. Gli Mk IVT trovarono largo impiego nei reparti addestrativi che seguivano il "British Commonwealth Air Training Plan", un programma di addestramento dei piloti comune a tutto il Commonwealth britannico.

## Versioni
- Bolingbroke Mk I: pattugliatore marittimo bimotore propulso da due motori radiali Bristol Mercury VIII, con equipaggiamento di produzione britannica. 18 esemplari costruiti.[9]
- Bolingbroke Mk II: prototipo dell'Mk IV; conversione di cinque Mk I con equipaggiamento statunitense.[10]
- Bolingbroke Mk III: conversione del sedicesimo Mk I costruito in idrovolante con pattini della Edo Aircraft Corporation.[10][11]
- Bolingbroke Mk IV: pattugliatore marittimo bimotore fornito di pattini anti-ghiaccio e di un gommone, equipaggiamento con materiale statunitense e canadese e propulso da due Bristol Mercury XV. 134 esemplari costruiti.[12]
- Bolingbroke Mk IVW: sottoversione dell'Mk IV spinta da due motori radiali Pratt & Whitney SB4G Twin Wasp junior da 615 kW ciascuno. Tale modifica fu attuata per sopperire a un'eventuale carenza di motori Mercury, che in effetti non ci fu. Date le prestazioni inferiori rispetto alle versioni con motori Mercury, ne vennero costruiti solo 15.[1][12]
- Bolingbroke Mk IVC: esemplare unico, sottoversione dell'Mk IV con motori Wright R-1820 che non necessitavano di carburante ad alto numero di ottani.[13]
- Bolingbroke Mk IVT: aereo da addestramento multiruolo. Ne vennero costruiti 350 con motori Mercury XV e 170 con Mercury XX a basso numero di ottani, per un totale di 457 aerei usciti dalle fabbriche. Un ulteriore ordine di 51 macchine venne cancellato,[14] 6 montarono i doppi comandi, e altri 89 vennero convertiti nella versione Mk IVTT Target Tug (traino bersagli) con l'aggiunta di un verricello nella parte posteriore della cabina di pilotaggio e l'alloggiamento nella stiva delle ancore galleggianti da trainare come bersagli.[15]

## Utilizzatori
Canada
- Royal Canadian Air Force
  - Squadroni operativi dell'Home War Establishment (HWE)
    - No. 8 Squadron RCAF - Bolingbroke Mk I e Mk IV (dicembre 1940 - agosto 43)[16]
    - No. 115 Squadron RCAF - Bolingbroke Mk I (agosto - dicembre 1941) e Mk IV (novembre 1941 - agosto 1943)[17]
    - No. 119 Squadron RCAF - Bolingbroke Mk I (agosto 1940 - agosto 1941), Mk IVW (agosto - novembre 1941) e Mk IV (novembre 1941 - giugno 1942)[18]
    - No. 147 Squadron RCAF - Bolingbroke Mk I e Mk IV (luglio 1942 - marzo 1944)[19]
    - No. 13 (OT) Squadron RCAF[20] - Bolingbroke Mk IV (ottobre 1941 - giugno 1942)[21]
    - No. 121 (K) Squadron RCAF[22] - Bolingbroke Mk IVTT (Target Tug) (agosto 1942 - maggio 1944)[23]
    - No. 122 (K) Squadron RCAF - Bolingbroke Mk IVTT (Target Tug) (agosto 1942 - settembre 1945)[24]
    - No. 163 (AC) Squadron RCAF[25] - Bolingbroke Mk IV (marzo - giugno 1943)[26]

  - Bombing and Gunnery Schools (esclusivamente Bolingbroke IVT)
    - No. 1 B&G School - Jarvis (Ontario), agosto 1940 - febbraio 1945
    - No. 2 B&G School - RCAF Station Mossbank, ottobre 1940 - dicembre 1944
    - No. 3 B&G School - Macdonald (Manitoba), marzo 1941 - febbraio 1945
    - No. 4 B&G School - Fingal (Ontario), novembre 1940 - febbraio 1945
    - No. 5 B&G School - RCAF Station Dafoe, aprile 1941 - febbraio 1945
    - No. 6 B&G School - Mountain View (Ontario), giugno 1941 - dopoguerra
    - No. 7 B&G School - Paulson (Manitoba), giugno 1941 - febbraio 1945
    - No. 8 B&G School - aeroporto di Lethbridge, ottobre 1941 - dicembre 1944
    - No. 9 B&G School - Mont-Joli, dicembre 1941 - aprile 1945
    - No. 10 B&G School - RCAF Station Mount Pleasant, settembre 1943 - giugno 1945
    - No. 31 B&G School (RAF) - Picton (Ontario), aprile 1941 - novembre 1944